# JUST
La JUST Schweiz AG, conosciuta più semplicemente con il nome Just (leggi Iust), è un'azienda svizzera specializzata in prodotti naturali per la cura del corpo, dell'ambiente e della casa. I prodotti sono venduti in oltre 30 Paesi.

## Storia
Ulrich Jüstrich nasce nel 1903 a Walzenhausen, figlio di un ricamatore. Nel 1923 si trasferisce con la famiglia in Argentina in cerca di fortuna. Al ritorno, nel 1929, Jüstrich prese la decisione di produrre spazzole rotonde e prodotti per la persona.
Successivamente Jüstrich, dall'abbreviazione del suo nome, decise di dare all'azienda il nome Just. Negli anni trenta realizzò le prime formule per una produzione artigianale dei prodotti, i quali, nel giro di pochi anni, si diffusero. I primi prodotti ad essere realizzati sono stati: l'olio 31 e crema piedi.

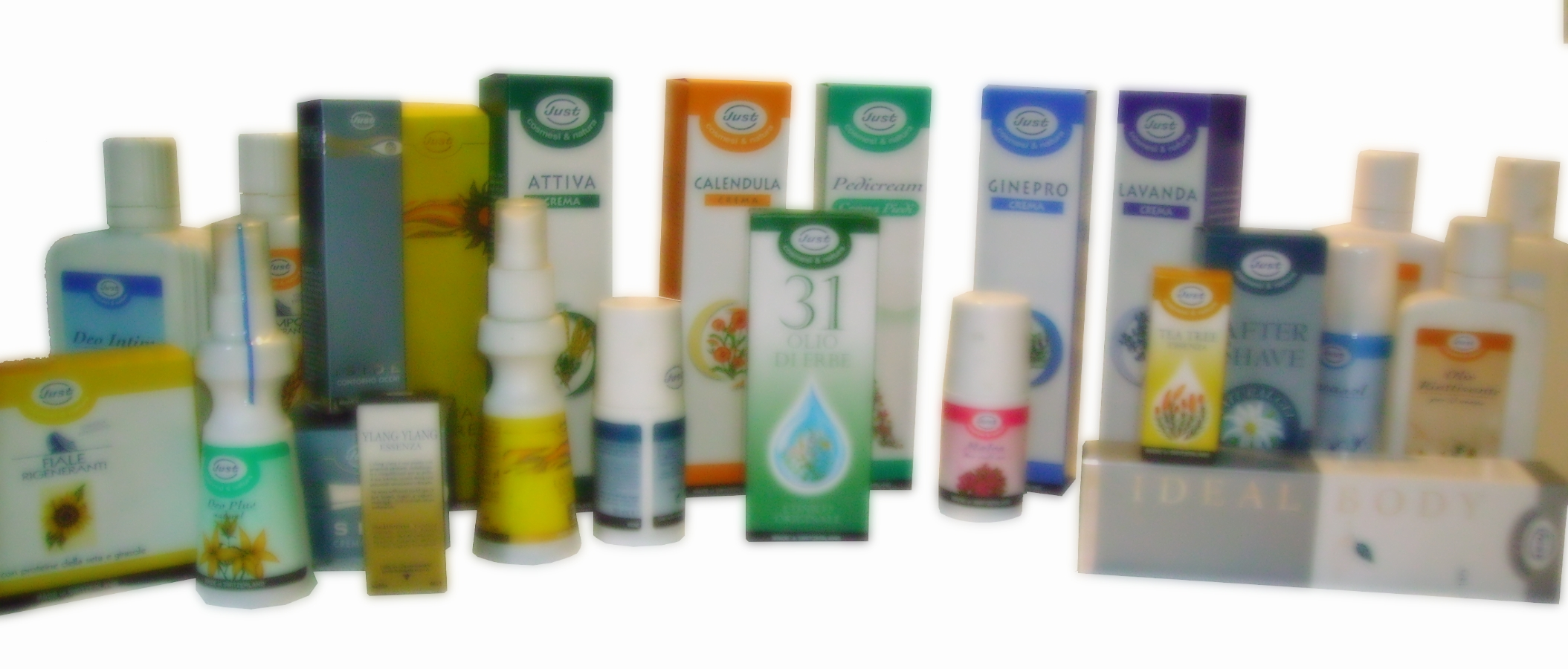
Alcuni prodotti della Just

## Sistemi di vendita
La Just propone e distribuisce i suoi prodotti solo ed esclusivamente tramite vendita diretta, senza l'intermediazione di negozi; due principalmente sono i sistemi utilizzati. Il primo prevede una consulenza personalizzata da parte di un collaboratore competente; il secondo metodo permette al consulente di presentare i prodotti in un ambiente privato, e al cliente di provare il prodotto.

## Logo
Il logo della JUST Schweiz AG, creato insieme allo slogan nel 1948, è composto dalla scritta blu "Just" racchiusa in due semiovali dello stesso colore.

## Prodotti e relativi contenitori
Ad oggi, sono disponibili ca. 92 diversi prodotti da catalogo e comprendono quelli della linea: idroterapia (bagni ed essenze), olii essenziali, creme dermoprotettive, malva, lamellare, piedi, la linea degli specifici, dei capelli, linea viso, anti-cellulite, linea per la casa. I prodotti vengono conservati nella plastica sicura e riutilizzabile per i prodotti alimentari perché sono fatti in politene.

## Filiali
La Just vanta filiali in 26 Paesi del mondo:
- Europa: Austria, Belgio, Paesi Bassi, Lussemburgo, Polonia, Francia, Germania, Italia, Repubblica Ceca, Slovacchia, Russia, Slovenia, Gran Bretagna, Ungheria.
- America: Argentina, Cile, Colombia, Messico, Perù, Stati Uniti d'America, Venezuela, Porto Rico, Costa Rica, Panama, Uruguay.
- Asia: Giappone, Israele, Corea del Sud, Singapore, Kazakistan, Malaysia.
- Africa: Sudafrica.
- Oceania: Australia.